# بخش نیو جاسپر (شهرستان گرین، اوهایو)
بخش نیو جاسپر (به انگلیسی: New Jasper Township) یک منطقهٔ مسکونی در ایالات متحده آمریکا است که در شهرستان گرین، اوهایو واقع شده‌است.
 بخش نیو جاسپر ۵۶٫۰ کیلومتر مربع مساحت و ۲٬۵۶۸ نفر جمعیت دارد و ۳۱۱ متر بالاتر از سطح دریا واقع شده‌است.